# کوتارو کاوازاتو
کوتارو کاوازاتو (ژاپنی: 川里 光太郎؛ زادهٔ ۱۰ ژوئن ۱۹۸۸) یک بازیکن فوتبال اهل ژاپن است.
از باشگاه‌هایی که در آن بازی کرده‌است می‌توان به باشگاه فوتبال ریوکیو اشاره کرد.